# Santiago del Estero-La Banda
Santiago del Estero - La Banda, Gran Santiago del Estero - La Banda o Gran Santiago del Estero es el aglomerado urbano más poblado de la provincia de Santiago del Estero, Argentina. Está compuesto por las ciudades de Santiago del Estero, La Banda, la localidad de El Zanjón; desde el censo de 2022 incorporó a las localidades de Maco, Yanda, Maquito, Vuelta de la Barranca, Los Cardozos, San Pedro y La Dársena y San Ramón, todas ellas al sur de la ciudad de Santiago, entre la ruta nacional 9 y la margen derecha del río Dulce, a ecxepción de San Ramón - La Dársena, que se ubica sobre al noroeste de La Banda, cerca de la margen izquierda del mismo río. Hasta 2010 el INDEC la conocía como Santiago del Estero - La Banda, en lugar de la forma Gran Santiago del Estero que es la que se repite en los demás aglomerados cuando hay clara preeminencia de una ciudad sobre las otras, sin embargo, a petición de organismos provinciales por ser la forma corriente en el contexto local usaba la denominación de localidad compuesta. La extensión de Santiago hacia varias ciudades al sur llevó al organismo a redefinirla como Gran Santiago del Estero - La Banda, con lo que mantiene su carácter de localidad compuesta, pero denota el carácter central de Santiago en la banda derecha del río.
Mientras que El Zanjón es un poblado que hace 2 décadas solamente que está conurbado con el resto (producto del crecimiento explosivo del aglomerado principal), las dos ciudades principales se encuentran enfrentadas y únicamente divididas por el río Dulce, con lo cual su desarrollo conjunto se dio prácticamente desde los inicios. 
Santiago del Estero siempre tuvo una importancia sobresaliente por su condición de capital provincial y por ser la ciudad más antigua de la Argentina, aunque La Banda luego se destacó por su importancia como nudo ferroviario del noroeste. Ambas ciudades crecieron fundamentalmente por los cultivos realizados a los costados del río Dulce y por su estratégica ubicación en el camino desde el Alto Perú (hoy Bolivia) a Buenos Aires.

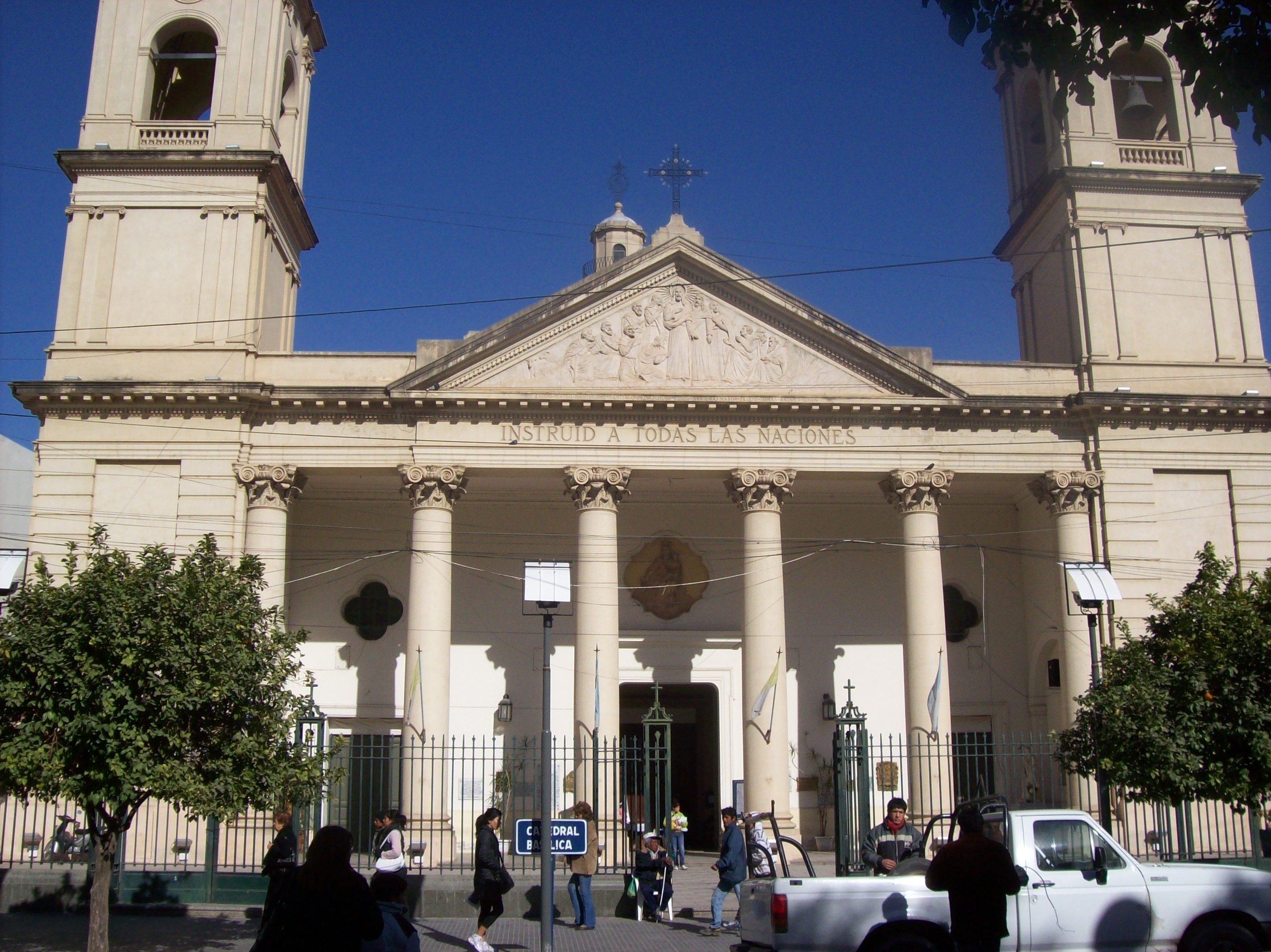
Frente de la Catedral de Santiago del Estero, en la ciudad del mismo nombre, provincia de Santiago del Estero, Argentina.

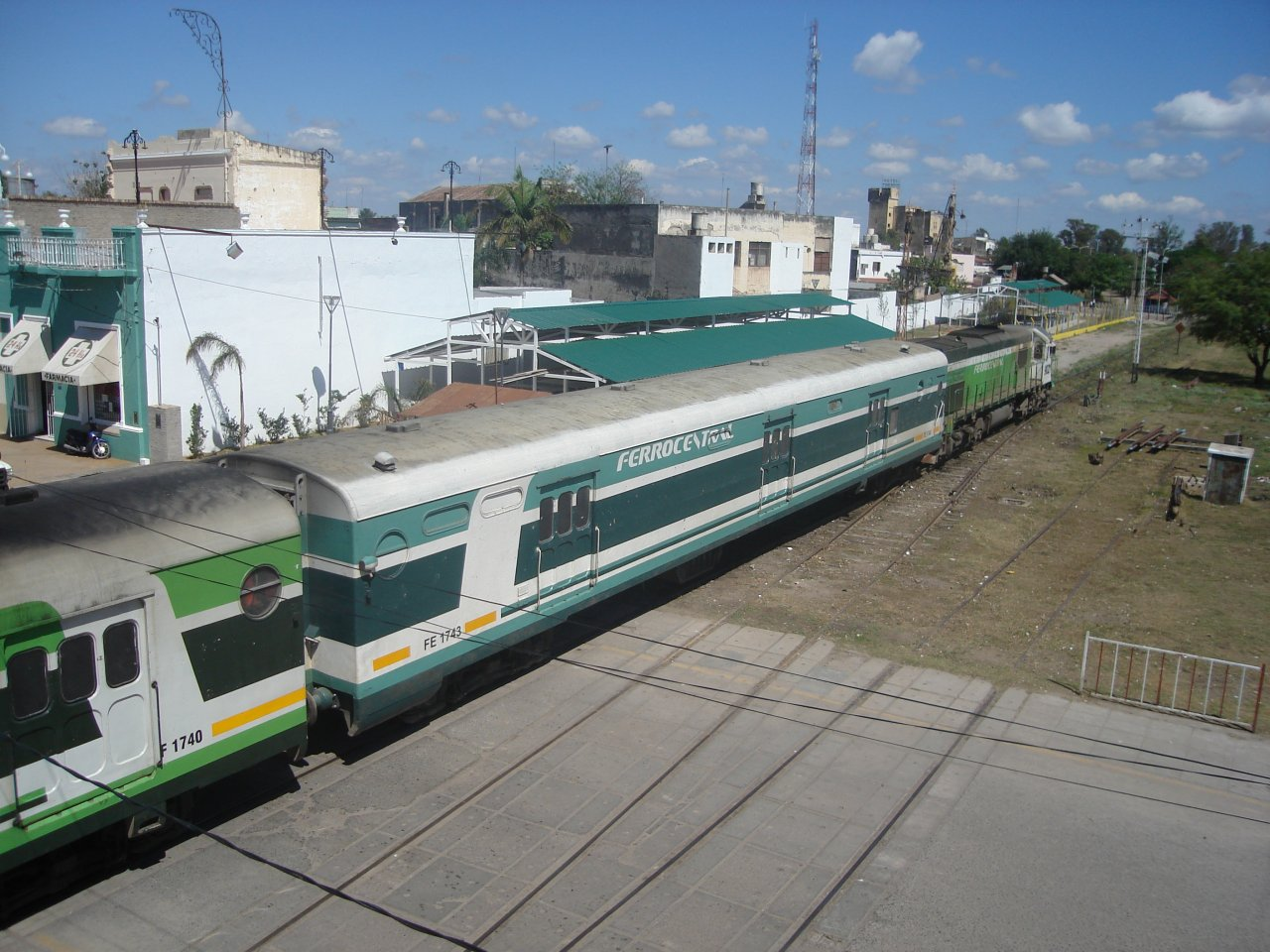
Estación ferroviaria en La Banda, una de las ciudades que conforman el aglomerado.

## Geografía
Las localidades de Santiago del Estero y El Zanjón se encuentran en el departamento Capital, mientras que La Banda es la cabecera del departamento Banda; ambos departamentos se encuentran en el centro-oeste de la provincia. Santiago del Estero y La Banda se desarrollaron en las márgenes derecha e izquierda del río Dulce respectivamente, mientras que El Zanjón se encuentra ubicada en el acceso sur de la ciudad capital. El área es la zona productiva más importante de la provincia, ya que cuenta con accesos privilegiados y la irrigación con aguas del río Dulce.

## Vías de acceso
El aglomerado se encuentra muy bien comunicado con el resto del país por las rutas nacionales n.º 9 (que la  comunica con San Miguel de Tucumán y Córdoba), n.º 64 y n.º 34, además de otras rutas provinciales. Dos líneas del ferrocarril Belgrano también confluyen en el aglomerado. Santiago cuenta con un aeropuerto con vuelos diarios a Buenos Aires.

## Población
El conglomerado, considerado como tal por el INDEC desde 1980, contaba con 327.974 habitantes según el censo 2001, lo que representa un incremento del 24,48% frente a los 263.471 habitantes del censo anterior. Esta magnitud la sitúa como el centro urbano más importante de su provincia, el tercero de la región noroeste de la Argentina, y el duodécimo del país. Para mitad de 2009, su población se estima en 365.000 habitantes.
| Santiago del Estero | Capital | 252.192 | 230.614 | 189.947 | 148.758 |
| La Banda            | Banda   | 106.441 | 95.178  | 71.877  | 47.701  |
| El Zanjón           | Capital | 2.290   | 2.182   | 1.647   | 1.785   |
| Total               |         | 360.923 | 327.974 | 263.471 | 198.244 |